# Lent electroestàtica

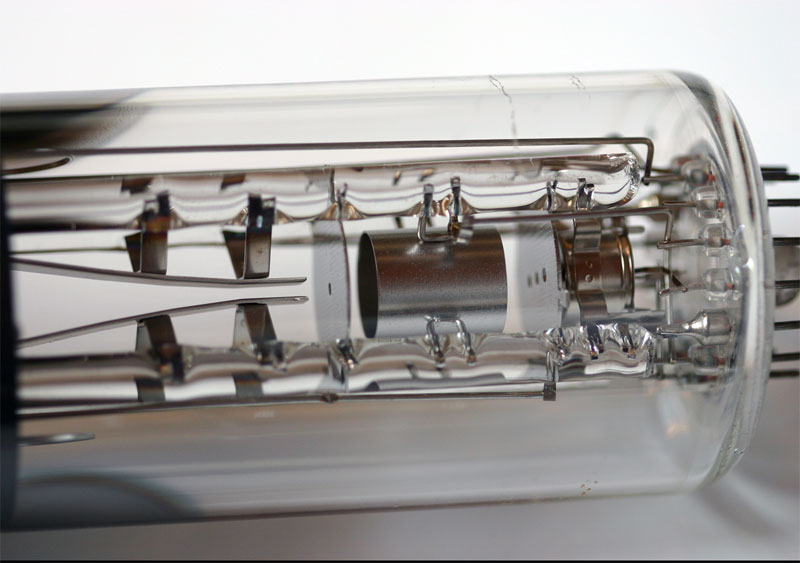
Lents electroestàtiques en un canó d'electrons d'un tub de raigs catòdics

Una lent electroestàtica és un dispositiu que ajuda en el guiatge i transport de partícules carregades. Per exemple, a través de lents electroestàtiques es poden guiar els electrons emesos a partir d'una mostra cap un analitzador electrònic, d'una manera semblant a com una lent òptica ajuda en el transport de la llum en un instrument òptic.
El recent desenvolupament de l'espectroscòpia electrònica fa possible revelar l'estructura electrònica de molècules. Encara que aquesta ja sigui realitzada principalment per analitzadors d'electrons, les lents electroestàtiques també tenen un paper significatiu en el desenvolupament de l'espectroscòpia d'electrons.

## Lent cilíndrica
La lent cilíndrica consisteix en una lent de desfocalització, una lent de focalització i una segona lent de defensa, amb la suma de les seves potències refractives igual a zero. Però, com que hi ha una certa distància entre les lents, l'electró fa tres voltes i colpeja la lent de focalització en una posició més allunyada de l'eix i així viatja per un camp amb major força. Aquest fet indirecte fa que la potència de refracció resultant sigui el quadrat de la potència de refracció d'una sola lent.

## Lent Einzel

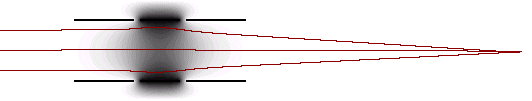
Camí dels ions en una lent einzel.

Una lent einzel és una lent electroestàtica que serveix per enfocar sense canviar l'energia del feix. Consta de tres o més jocs de tubs cilíndrics o rectangulars en sèrie al llarg d'un eix.